# Acrozoanthus
Acrozoanthus is een geslacht van neteldieren uit de klasse van de Anthozoa (bloemdieren).

## Soort
- Acrozoanthus australiae Saville-Kent, 1893